# Meshgin Shahr
Meshgin Shahr (persiano: مشگین‌شهر‎) è una città nel nord-ovest dell'Iran; è il capoluogo dello shahrestān di Meshgin Shahr nella provincia di Ardabil. La città si trova a nord del monte Sabalan.
È sede del primo impianto iraniano di energia geotermica.